# Carol Roth
Pour les articles homonymes, voir Roth.
Carol Roth (née en 1973 à Chicago) est une animatrice de radio américaine, personnalité de la télévision, autrice à succès et investisseuse. Elle est présentatrice l'hôte du Moon Show sur la Radio WGN's, et autrice du best seller du New York Times, The entrepreneur Equation,. Roth apparaît de façon hebdomadaire sur les réseaux de la télévision par câble, comme Fox Business, CNBC, CNN, Fox News et MSNBC,.
Elle se décrit elle-même banquière d'investissement "en rémission". Elle réalise plus de 2 milliards de dollars dans une levée de fonds, fusions-acquisitions et opérations connexes, et investit dans des entreprises privées,.

## Biographie

### Jeunesse
Roth est née dans la banlieue nord de Chicago, dans l'Illinois, et fréquente l'école secondaire de Deerfield. Son père Bernie est un électricien syndicaliste à la retraite. Ses parents divorcent alors qu'elle est encore au lycée, et sa mère Sheri décède de la leucémie en 1998. Sa belle-mère meurt elle d'un cancer du poumon en 2004. Elle étudie l'université de Wharton en Pennsylvanie, et sort diplômée magna cum laude en 1995.

### Carrière
Roth est une défenseuse de l'entrepreneuriat et des petites entreprises. Elle est nommée dans le top 100 des Influenceuses de petites Eentreprises par Small Biz Trends en 2011, et à nouveau en 2012. Un certain nombre de ses apparitions télévisés et de ses écrits sont en lien avec la petite entreprise ; elle a été la modératrice du Small Business Summit du New York Times en 2012.

#### Banque d'investissement
Roth part à San Francisco travailler dans  la banque d'Investissement Montgomery Securities en 1995 en tant qu'analyste financière et membre d'équipe finance pour la clientèle corporate. Elle devient une dirigeante de la firme à l'âge de 25 ans.

#### Livre
Roth publie son premier livre, The Entrepreneur Equation, en 2010. Le livre, placé sur la liste des Best-Sellers du  New York Times, duWall Street Journal et de USA Today, remporte la médaille d'or Axiome, prix du livre business,. Les critiques s'intéressent particulièrement au ton direct de Roth et mettent en avant la façon dont Roth ne prend pas de gants avec ses lecteurs,,,. Au début une controverse surgit avec les acheteurs à propos de la couverture du livre, sur lequel figure une photo d'elle, mais elle insiste pour la garder.
Une figurine de Roth est créée dans le cadre d'une opération marketing pour coïncider avec la sortie de The Entrepreneur Equation.

#### Télévision
Roth fait des apparitions à la télévision depuis 2010. Elle est invitée sur une variété de chaînes de câble newsbl[pas clair], et a des rôles récurrents sur Fox Business' Varney&Co, où elle apparaît souvent comme une co-présentatrice, dans Piers Morgan Tonight, sur CNN, Closing Bell sur CNBC, Your Business sur MSNBC, America Live avec Megyn Kelly sur Fox News, Le Tom Sullivan Show sur Fox Business et le Willis Report sur Fox Business’. Sa couverture des sujets business, économiques, politique, actualité et événements d'actualité y compris les apparitions dans les panels de discussion au cours des élections Américaines de 2012.
Roth est également apparue dans la série en ligne BOOKD, où elle analysée The Big Short (livre) de Michael Lewis aux côtés de Steve Kroft de 60 Minutes, l'investisseur Peter Schiff et d'autres.

#### Radio
Roth présente The Noon Show sur WGN Radio de janvier à juin 2013. Auparavant, elle co-organise des épisodes de la Radio de l'Entrepreneur Américain avec Suzanne Caplan, axé sur l'esprit d'entreprise et les affaires.

#### Colonnes et articles
Roth écrit pour un certain nombre de publications en ligne, y compris un blog vedette appelé Make your Pitch dans Le New York Times et un blog sur le Huffington Post, où elle couvre les sujets du business, de la politique, et des droits des femmes. En 2011, Roth écrit Sober Entrepreneurship, un manifeste qui est publié dans Change This. Elle écrit un article pour CNBC.com proposant la légalisation du délit d'initié.

## Vie personnelle
Roth vit avec son mari à Chicago, est fans des Chicago Bears et de la NFL. Elle parle l'allemand couramment.